# Fedora Live USB creator
Fedora Live USB creator är ett verktyg för att skapa bootbara USB-minnen av Fedora. Programmet finns för både Windows och Linux.